# جاي بي ماتشادو
جاي بي ماتشادو (بالإنجليزية: J. P. Machado)‏ هو لاعب كرة قدم أمريكية أمريكي، ولد في 6 يناير 1976 في ستيلووتر في الولايات المتحدة.

## وصلات خارجية
- جاي بي ماتشادو على موقع مرجع كرة القدم المحترفة.كوم (الإنجليزية)